# Associazione Sportiva Cittadella 2015-2016
Questa voce raccoglie le informazioni riguardanti l'Associazione Sportiva Cittadella nelle competizioni ufficiali della stagione 2015-2016.

## Stagione
Nella stagione 2015-2016 il Cittadella disputa il girone A del campionato di Lega Pro, lo vince con 76 punti, ritornando subito in Serie B. La squadra granata allenata da Roberto Venturato domina il proprio girone, vincendolo con 11 punti di vantaggio, con 11 vittorie interne e 12 vittorie esterne, con il miglior attacco 57 goal realizzati. Miglior marcatore in campionato Gianluca Litteri con 15 reti. Ma il miglior realizzatore stagionale risulta Claudio Coralli con 17 reti, 4 delle quali in campionato e 13 nelle Coppe. Partecipa alla Coppa Italia Tim Cup dove ottiene nel primo turno una vittoria record (15-0) contro un incompleto Potenza, nel secondo turno elimina (0-2) il Teramo, mentre nel terzo turno esce dal torneo sconfitta (3-0) dall'Atalanta. Nella Coppa Italia di Lega Pro il Cittadella nei sedicesimi elimina (5-3) il Sudtirol, dopo i tempi supplementari, negli ottavi elimina la Virtus Bassano (2-1), nei quarti elimina (3-2) la Cremonese, dopo i tempi supplementari, nella doppia semifinale elimina la Spal, mentre nella doppia finale, cede al Foggia, che vince (4-1) in casa e pareggia (4-4) al Tombolato. A fine stagione il Cittadella partecipa anche alla Supercoppa di Lega Pro, giocata tra le tre squadre che hanno vinto i tre gironi, supera (2-4) il Benevento, ma perde (1-3) con la Spal che si aggiudica il trofeo.

## Divise e sponsor
Il fornitore tecnico, per la stagione 2015-2016, è Garman. Lo sponsor ufficiale è Ocsa mentre il co-sponsor è Siderurgica Gabrielli.
| Casa | Trasferta | Terza divisa | Portiere |

## Rosa
| N. |                   | Ruolo | Calciatore          |
| -- | ----------------- | ----- | ------------------- |
|    | Italia (bandiera) | P     | Enrico Alfonso      |
|    | Italia (bandiera) | P     | Matteo Vaccarecci   |
|    | Italia (bandiera) | P     | Nicola Mattiuzzi    |
|    | Italia (bandiera) | D     | Amedeo Benedetti    |
|    | Italia (bandiera) | D     | Valerio Nava        |
|    | Italia (bandiera) | D     | Filippo Scaglia     |
|    | Italia (bandiera) | D     | Alessandro Salvi    |
|    | Italia (bandiera) | D     | Nicola Donazzan     |
|    | Italia (bandiera) | D     | Daniel Cappelletti  |
|    | Italia (bandiera) | D     | Alessandro De Leidi |
|    | Italia (bandiera) | D     | Michele Pellizzer   |
|    | Italia (bandiera) | D     | Manuel Pascali      |
|    | Italia (bandiera) | C     | Mattia Minesso      |

| N. |                    | Ruolo | Calciatore                      |
| -- | ------------------ | ----- | ------------------------------- |
|    | Italia (bandiera)  | C     | Andrea Schenetti                |
|    | Italia (bandiera)  | C     | Filippo Lora                    |
|    | Italia (bandiera)  | C     | Andrea Paolucci                 |
|    | Italia (bandiera)  | C     | Manuel Iori (capitano)          |
|    | Gambia (bandiera)  | C     | Yusupha Bobb                    |
|    | Italia (bandiera)  | C     | Mattia Zaccagni                 |
|    | Italia (bandiera)  | A     | Giulio Bizzotto                 |
|    | Italia (bandiera)  | A     | Emiliano Bonazzoli              |
|    | Brasile (bandiera) | A     | Lucas Chiaretti                 |
|    | Italia (bandiera)  | A     | Claudio Coralli (vice capitano) |
|    | Gambia (bandiera)  | A     | Lamin Jallow                    |
|    | Italia (bandiera)  | A     | Gianluca Litteri                |
|    | Italia (bandiera)  | A     | Alessandro Sgrigna              |

## Calciomercato

### Sessione estiva(dall'1/7 al 31/8)
| Acquisti | Acquisti           | Acquisti     | Acquisti      |
| R.       | Nome               | da           | Modalità      |
| -------- | ------------------ | ------------ | ------------- |
| P        | Enrico Alfonso     | Pro Piacenza | svincolato    |
| P        | Alberto Corasaniti | Real Vicenza | definitivo    |
| D        | Amedeo Benedetti   | Chievo       | prestito      |
| D        | Manuel Pascali     | Kilmarnock   | svincolato    |
| D        | Alessandro Salvi   | AlbinoLeffe  | svincolato    |
| C        | Yusupha Bobb       | Chievo       | prestito      |
| C        | Manuel Iori        | Pisa         | svincolato    |
| C        | Lamin Jallow       | Chievo       | prestito      |
| C        | Andrea Stocco      | Juventus     | prestito      |
| A        | Gianluca Litteri   | Latina       | prestito      |
| A        | Leonardo Mancuso   | Catanzaro    | fine prestito |
| A        | Leonardo Perez     | Ascoli       | fine prestito |

| Cessioni | Cessioni               | Cessioni  | Cessioni      |
| R.       | Nome                   | a         | Modalità      |
| -------- | ---------------------- | --------- | ------------- |
| P        | Andrea Pierobon        |           | fine carriera |
| P        | Alex Valentini         | Spezia    | fine prestito |
| D        | Antonio Barreca        | Torino    | fine prestito |
| D        | Agostino Camigliano    | Udinese   | fine prestito |
| D        | Simone Pecorini        | Ascoli    | definitivo    |
| D        | Andrea Signorini       | Rimini    | definitivo    |
| C        | Alessio Benedetti      | Cremonese | svincolato    |
| C        | Massimiliano Busellato | Ternana   | prestito      |
| C        | Tomasz Kupisz          | Chievo    | fine prestito |
| C        | Nicola Rigoni          | Chievo    | fine prestito |
| A        | Daniele Bazzoffia      | Olhanense | fine prestito |
| A        | Federico Gerardi       | Como      | definitivo    |
| A        | Leonardo Mancuso       | Catanzaro | definitivo    |
| A        | Leonardo Perez         | Ascoli    | definitivo    |
| A        | Francesco Stanco       | Modena    | fine prestito |

### Operazioni tra le due sessioni
| Acquisti | Acquisti        | Acquisti | Acquisti   |
| R.       | Nome            | da       | Modalità   |
| -------- | --------------- | -------- | ---------- |
| A        | Lucas Chiaretti |          | svincolato |

| Cessioni | Cessioni | Cessioni | Cessioni |
| R.       | Nome     | a        | Modalità |
| -------- | -------- | -------- | -------- |

### Sessione invernale(dal 04/01 all'1/02)
| Acquisti | Acquisti           | Acquisti | Acquisti   |
| R.       | Nome               | da       | Modalità   |
| -------- | ------------------ | -------- | ---------- |
| D        | Valerio Nava       | Atalanta | prestito   |
| C        | Mattia Zaccagni    | Verona   | prestito   |
| A        | Emiliano Bonazzoli | Siena    | svincolato |

| Cessioni | Cessioni         | Cessioni               | Cessioni |
| R.       | Nome             | a                      | Modalità |
| -------- | ---------------- | ---------------------- | -------- |
| P        | Nicola Mattiuzzi | Union Ripa La Fenadora | prestito |

## Risultati

### Lega Pro

#### Girone d'andata
| Arbitro: | Bertani (Pisa) |

|                         |           |              |
| Jallow 19’ Bizzotto 58’ | Marcatori | 83’ Ruggiero |

| Arbitro: | Annaloro (Collegno) |

|             |           |                                |
| Coppola 37’ | Marcatori | 26’, 65’ Chiaretti 42’ Litteri |

| Meda 19 settembre 2015, ore 15:00 CEST 3ª giornata | Renate                | 0 – 0 referto | Cittadella | Stadio Città di Meda (250 spett.)\| Arbitro: \| Nicoletti (Catanzaro) \| |
| Arbitro:                                           | Nicoletti (Catanzaro) |               |            |                                                                          |

| Arbitro: | Marchetti (Ostia) |

|             |           |               |
| Litteri 50’ | Marcatori | 6’ Cristofoli |

| Arbitro: | Pagliardini (Arezzo) |

|                        |           |                           |
| A. Ferretti 81’ (rig.) | Marcatori | 44’ Bobb 87’ (aut.) Biasi |

| Arbitro: | Di Martino (Teramo) |

|                                         |           |                     |
| Iori 28’ (rig.) Pascali 67’ Litteri 74’ | Marcatori | 61’ (rig.) Altinier |

| Arbitro: | Chindemi (Viterbo) |

|               |           |  |
| Schenetti 31’ | Marcatori |  |

| Arbitro: | Volpi (Arezzo) |

|               |           |  |
| Danti 5’, 45’ | Marcatori |  |

| Arbitro: | Proietti (Terni) |

|                           |           |                    |
| Litteri 52’ Minesso 90+3’ | Marcatori | 71’ (rig.) Bocalon |

| Arbitro: | Baroni (Firenze) |

|           |           |                 |
| Sarao 80’ | Marcatori | 44’ (rig.) Iori |

| Cittadella 15 novembre 2015, ore 17:30 CET 11ª giornata | Cittadella       | 0 – 0 referto | Mantova | Stadio Piercesare Tombolato (1 676 spett.)\| Arbitro: \| Ranaldi (Tivoli) \| |
| Arbitro:                                                | Ranaldi (Tivoli) |               |         |                                                                              |

| Arbitro: | Strippoli (Bari) |

|          |           |             |
| Davì 45’ | Marcatori | 66’ Pascali |

| Arbitro: | Piccinini (Forlì) |

|                      |           |          |
| Litteri 11’ Iori 38’ | Marcatori | 57’ Nolé |

| Arbitro: | Lacagnina (Caltanissetta) |

|                |           |                                        |
| M. Berardi 12’ | Marcatori | 20’ Litteri 33’ Bizzotto 47’ Chiaretti |

| Arbitro: | Amoroso (Paola) |

|  |           |                           |
|  | Marcatori | 55’ Romero 68’ Bracaletti |

| Arbitro: | Prontera (Bologna) |

|  |           |              |
|  | Marcatori | 83’ Paolucci |

| Arbitro: | Marinelli (Tivoli) |

|                          |           |                                         |
| Chiaretti 1’ Litteri 60’ | Marcatori | 46’ G. Tulli 55’ Cia 86’ (rig.) Gliozzi |

#### Girone di ritorno
| Arbitro: | Mastrodonato (Molfetta) |

|  |           |                               |
|  | Marcatori | 43’ (rig.) Iori 77’ Schenetti |

| Arbitro: | Fiorini (Frosinone) |

|                             |           |           |
| Litteri 5’ Ferri 37’ (aut.) | Marcatori | 83’ Marra |

| Arbitro: | De Remigis (Teramo) |

|                                         |           |                  |
| Bizzotto 1’ Litteri 11’, 90+1’ Lora 71’ | Marcatori | 43’, 53’ Florian |

| Arbitro: | Mancini (Fermo) |

|             |           |                            |
| Orlando 28’ | Marcatori | 30’ Jallow 75’ Cappelletti |

| Arbitro: | Giovani (Grosseto) |

|                                              |           |                   |
| Jallow 32’ Siniscalchi 69’ (aut.) Iori 90+1’ | Marcatori | 31’, 53’ Sforzini |

| Arbitro: | Mainardi (Bergamo) |

|  |           |             |
|  | Marcatori | 74’ Litteri |

| Arbitro: | Vesprini (Macerata) |

|  |           |               |
|  | Marcatori | 77’ Schenetti |

| Arbitro: | Strippoli (Bari) |

|            |           |  |
| Jallow 22’ | Marcatori |  |

| Arbitro: | Paolini (Ascoli Piceno) |

|            |           |                        |
| Loviso 71’ | Marcatori | 12’ Lora 29’ Chiaretti |

| Arbitro: | D'Apice (Arezzo) |

|          |           |  |
| Lora 46’ | Marcatori |  |

| Arbitro: | Bertani (Pisa) |

|  |           |             |
|  | Marcatori | 85’ Coralli |

| Arbitro: | Piscopo (Imperia) |

|  |           |                            |
|  | Marcatori | 76’ Misuraca 83’ Falzerano |

| Arbitro: | Boggi (Salerno) |

|                           |           |                             |
| Letizia 75’ (rig.), 90+2’ | Marcatori | 32’ Litteri 69’ Cappelletti |

| Arbitro: | Robilotta (Sala Consilina) |

|                                      |           |  |
| Chiaretti 16’ Lora 90’ Coralli 90+3’ | Marcatori |  |

| Arbitro: | Pietropaolo (Modena) |

|                 |           |               |
| Lora 81’ (aut.) | Marcatori | 55’, 68’ Lora |

| Arbitro: | Maggioni (Lecco) |

|                               |           |                                          |
| Litteri 7’, 17’ Schenetti 53’ | Marcatori | 20’ Scarsella 65’ Sansovini 68’ Maiorino |

| Arbitro: | Curti (Milano) |

|                     |           |                                      |
| H. Fink 5’ Tait 10’ | Marcatori | 11’ Litteri 43’ Paolucci 69’ Coralli |

### Supercoppa di Lega Pro
| Squadra    | P.ti | G | V | N | P | GF | GS | DR |
| ---------- | ---- | - | - | - | - | -- | -- | -- |
| SPAL       | 6    | 2 | 2 | 0 | 0 | 7  | 2  | +5 |
| Cittadella | 3    | 2 | 1 | 0 | 1 | 5  | 5  | 0  |
| Benevento  | 0    | 2 | 0 | 0 | 2 | 3  | 8  | -5 |

| Arbitro: | Pagliardini (Arezzo) |

|                                   |           |                                              |
| L. Vitiello 11’ Mazzeo 39’ (rig.) | Marcatori | 2’, 67’ Jallow 18’ A. Benedetti 58’ Zaccagni |

| Arbitro: | Di Ruberto (Nocera Inferiore) |

|             |           |                                       |
| Pascali 90’ | Marcatori | 10’ Zigoni 38’ M. Lazzari 41’ Finotto |

### Coppa Italia
| Arbitro: | Rossi (Rovigo) |

| |           |  |
| Coralli 19’, 41’, 55’ Iori 26’ Bizzotto 32’, 43’, 52’, 82’ Minesso 89’ Paolucci 61’, 76’ Pascali 67’, 69’ Bobb 79’, 80’ | Marcatori |  |

| Arbitro: | La Penna (Roma) |

|  |           |                           |
|  | Marcatori | 22’ Bizzotto 90+3’ Jallow |

| Arbitro: | Maresca (Napoli) |

|                                     |           |  |
| de Roon 62’ Moralez 67’ Pinilla 78’ | Marcatori |  |

### Coppa Italia Lega Pro
| Arbitro: | Capone (Palermo) |

|                                                        |           |                                             |
| Bizzotto 36’ Coralli 42’, 68’ (rig.), 94’ S. Amato 98’ | Marcatori | 33’ Tessaro 70’ (aut.) S. Amato 84’ Kirilov |

| Arbitro: | Dionisi (L'Aquila) |

|                         |           |              |
| Sgrigna 23’ Coralli 85’ | Marcatori | 69’ Iocolano |

| Arbitro: | Balice (Termoli) |

|                              |           |                                  |
| Coralli 56’, 98’ Fasolo 103’ | Marcatori | 35’ (rig.) Magnaghi 119’ Pacilli |

| Arbitro: | Tardino (Milano) |

|                   |           |                 |
| Zigoni 18’ (rig.) | Marcatori | 90’ Cappelletti |

| Arbitro: | Guccini (Albano Laziale) |

|                         |           |            |
| Coralli 82’ Minesso 88’ | Marcatori | 90’ Grassi |

| Arbitro: | Perotti (Legnano) |

|                                  |           |             |
| Sarno 13’, 71’ Iemmello 21’, 24’ | Marcatori | 50’ Coralli |

| Arbitro: | Prontera (Bologna) |

|                                                     |           |                                                   |
| Coralli 21’, 36’ (rig.) Cappelletti 41’ Minesso 55’ | Marcatori | 19’, 30’ (rig.) Iemmello 26’ Floriano 57’ Chiricò |

## Statistiche

### Statistiche di squadra
| Competizione           | Punti       | In casa | In casa | In casa | In casa | In casa | In casa | In trasferta | In trasferta | In trasferta | In trasferta | In trasferta | In trasferta | Totale | Totale | Totale | Totale | Totale | Totale | DR  |     |
| Competizione           | Punti       | G       | V       | N       | P       | Gf      | Gs      | G            | V            | N            | P            | Gf           | Gs           | G      | V      | N      | P      | Gf     | Gs     | DR  |     |
| ---------------------- | ----------- | ------- | ------- | ------- | ------- | ------- | ------- | ------------ | ------------ | ------------ | ------------ | ------------ | ------------ | ------ | ------ | ------ | ------ | ------ | ------ | --- | --- |
| Lega Pro               | 76          | 17      | 11      | 3       | 3       | 30      | 21      | 17           | 12           | 4            | 1            | 27           | 14           | 34     | 23     | 7      | 4      | 57     | 35     | +22 |     |
| Supercoppa di Lega Pro | 3           | 1       | 0       | 0       | 1       | 1       | 3       | 1            | 1            | 0            | 0            | 4            | 2            | 2      | 1      | 0      | 1      | 5      | 5      | 0   |     |
| Coppa Italia           | terzo turno |         | 1       | 1       | 0       | 0       | 15      | 0            | 2            | 1            | 0            | 1            | 2            | 3      | 3      | 2      | 0      | 1      | 17     | 3   | +14 |
| Coppa Italia Lega Pro  | finale      |         | 5       | 4       | 1       | 0       | 16      | 11           | 2            | -            | 1            | 1            | 2            | 5      | 7      | 4      | 2      | 1      | 18     | 17  | +1  |
| Totale                 | 79          | 24      | 16      | 4       | 4       | 62      | 35      | 22           | 14           | 5            | 3            | 35           | 24           | 46     | 30     | 9      | 7      | 97     | 60     | +37 |     |

### Andamento in campionato
| Giornata  | 1 | 2 | 3 | 4  | 5 | 6 | 7 | 8 | 9 | 10 | 11 | 12 | 13 | 14 | 15 | 16 | 17 | 18 | 19 | 20 | 21 | 22 | 23 | 24 | 25 | 26      | 27 | 28 | 29 | 30 | 31 | 32 | 33 | 34 |
| --------- | - | - | - | -- | - | - | - | - | - | -- | -- | -- | -- | -- | -- | -- | -- | -- | -- | -- | -- | -- | -- | -- | -- | ------- | -- | -- | -- | -- | -- | -- | -- | -- |
| Luogo     | C | T | T | C  | T | C | C | T | C | T  | C  | T  | C  | T  | C  | T  | C  | T  | C  | C  | T  | C  | T  | T  | C  | T m27=C | T  | C  | T  | C  | T  | C  | T  |    |
| Risultato | V | V | N | N  | V | V | V | P | V | N  | N  | N  | V  | V  | P  | V  | P  | V  | V  | V  | V  | V  | V  | V  | V  | V       | V  | V  | P  | N  | V  | V  | N  | V  |
| Posizione | 1 | 2 | 9 | 10 | 7 | 5 | 1 | 3 | 1 | 1  | 1  | 1  | 1  | 1  | 2  | 1  | 1  | 1  | 1  | 1  | 1  | 1  | 1  | 1  | 1  | 1       | 1  | 1  | 1  | 1  | 1  | 1  | 1  | 1  |

Legenda:

Luogo: C = Casa; T = Trasferta. Risultato: V = Vittoria; N = Pareggio; P = Sconfitta.